# Johann Georg Altmann

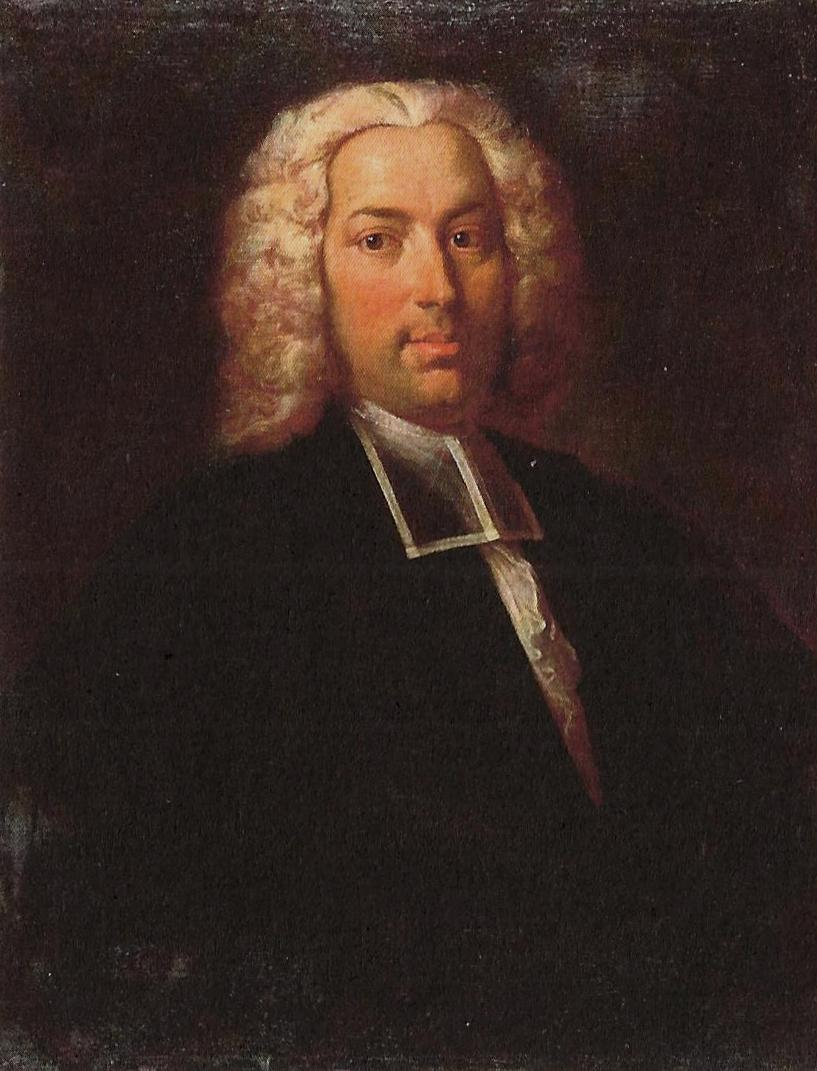
Johann Rudolf Huber: Johann Georg Altmann (1735).

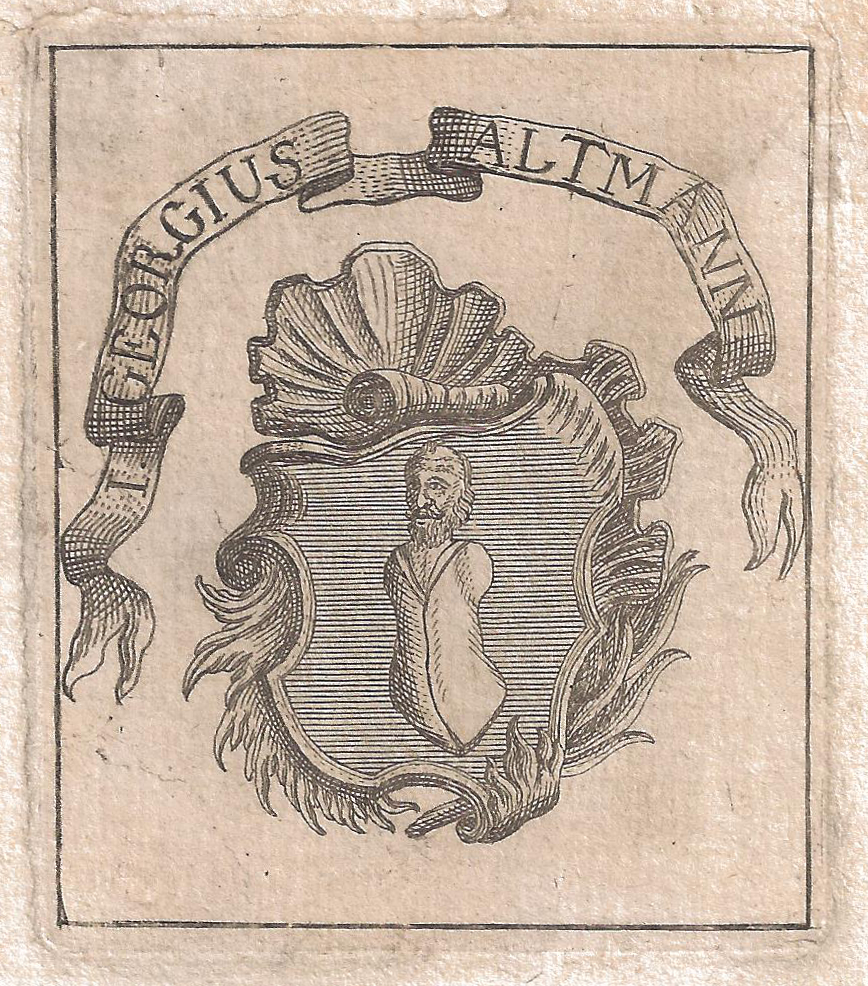
Exlibris für Johann Georg Altmann

Johann Georg Altmann (getauft am 21. April 1695 in Zofingen; † 18. März 1758 in Ins) war ein Schweizer evangelischer Theologe, Philologe und Historiker.

## Leben
Johann Georg Altmann besuchte in Bern die Hohe Schule (Theologenschule), bevor er 1725/1726 und dann wieder von 1732 bis 1734 (in Wahlern) als Pfarrer arbeitete. Altmann war ab 1726 mit Salome Elisabeth Tillier (1703–1737), Tochter des Venners Johann Rudolf Tillier und Johanna Katharina Malacrida, verheiratet. Von 1734 bis 1757 arbeitete er an der Hohen Schule zunächst als Professor der Eloquenz (1734/1735), danach als Professor der griechischen Sprache und der Sittenlehre (1735–1757); von 1736 bis 1739 amtierte Altmann als Rektor der Schule. Von 1757 bis zu seinem Tod arbeitete er wieder als Pfarrer, diesmal in Ins. Dort verstarb er am 18. März 1758.

## Werk
Altmann war Herausgeber verschiedener moralischer Wochenzeitschriften. 1739 gründete er in Bern die Deutsche Gesellschaft, zu deren Ziele die Beförderung der deutschen Sprache und Literatur zählten. Er vertrat dabei die Position Johann Christoph Gottscheds, der eine Vereinheitlichung der hochdeutschen Sprache nach sächsischem Vorbild forderte, und damit den entgegengesetzten Standpunkt der beiden Zürcher Gelehrten Johann Jakob Bodmer und Johann Jakob Breitinger.
1751 wurde er korrespondierendes Mitglied der Königlich-Preussischen Akademie der Wissenschaften.

## Schriften (Auswahl)
- Versuch einer historischen und physischen Beschreibung der helvetischen Eisbergen. Zürich 1751 (doi:10.3931/e-rara-8556); 2. Auflage 1753 (Digitalisat).